# Salto de San Juan
Salto de San Juan är en ort i Mexiko.   Den ligger i kommunen Mazapil och delstaten Zacatecas, i den centrala delen av landet, 600 km norr om huvudstaden Mexico City. Salto de San Juan ligger 2 113 meter över havet och antalet invånare är 130.
Terrängen runt Salto de San Juan är platt åt nordväst, men åt sydost är den kuperad.  Trakten runt Salto de San Juan är nära nog obefolkad, med mindre än två invånare per kvadratkilometer. Det finns inga andra samhällen i närheten. Omgivningarna runt Salto de San Juan är i huvudsak ett öppet busklandskap.